# 先輩はおとこのこ
『先輩はおとこのこ』（せんぱいはおとこのこ）は、ぽむによる日本の漫画作品。
2019年7月にぽむがTwitterに投稿した4ページの創作漫画『おとこのこが後輩に告白される話』が話題となり、再構成し改題したものを『LINEマンガ』（LINE Digital Frontier）にて、2019年12月7日から連載開始した。2021年12月30日に完結したが、本編の前日譚を描く『先輩はおとこのこ 出会い編』として2023年12月21日に連載が再開された。2025年4月17日に出会い編が完結した。本編の略称は「ぱいのこ」、出会い編の略称は「であいのこ」。
男の娘・花岡まことを主軸として、「男女3人の人間模様と繊細な心理描写」が描かれている作品。
2024年11月時点で、『LINEマンガ』での国内累計閲覧数が2億2000万ビューを突破している。

## 概要
同作は、4ページの漫画『おとこのこが後輩に告白される話』を『LINEマンガ』（LINE Digital Frontier）で公開するために縦読み漫画としてリメイクしたものであり、作者のぽむにとっては縦長とカラー漫画に初挑戦した作品となっている。2019年12月に連載を開始。当初は『LINEマンガ インディーズ』でトライアル連載であったが、16週間で本連載となった。
2021年11月、単行本を一迅社より刊行。連載時と同様に、作品がフルカラーで収録されている。2021年12月に連載が終了。ぽむは「今の私が一番納得できる結末」で本作を終わらせている。台湾、韓国、中国、タイ、フランス、ドイツの6か国でも本作が配信される。
2023年3月に東京ビッグサイトで開催された「AnimeJapan 2023」にて、本作品のテレビアニメ化が発表され、2024年7月から9月まで放送された。
2021年に一旦連載が終了したが、前日譚を描いた『先輩はおとこのこ 出会い編』として2023年12月21日から連載が再開された。
2025年2月14日には、テレビアニメの続編を劇場アニメとして制作した『映画 先輩はおとこのこ あめのち晴れ』が公開された。
2025年4月17日、出会い編が完結。

## あらすじ
花岡まことは、後輩の蒼井咲から告白を受ける。そこで、まことは自身がセーラー服と長髪のウィッグを着用しているだけで実は男子であるということを明かす。しかし、その後も後輩の咲はまことについてくる。後に、まことに対して特別な感情を抱いているまことの幼馴染・大我竜二（りゅーじ）を加えた3人の間で淡い恋心が揺れ動く。

## 登場人物
声の項はアニメ版の声優。学年は物語開始時点。

### 主要人物
花岡 まこと（はなおか まこと）
声 - 梅田修一朗、関根明良（幼少期）
学年 - 2年B組 / 誕生日 - 8月7日
主人公。男子生徒。可愛いものが好きで、学校ではロングヘアーのウィッグと女子生徒用のセーラー服を着用している。ただし、かわいいものが好きなため女装しているのであり、内面は男子である。
家では男子らしく振舞うことを要求する母親の影響で登下校の時などに男子用の服を着ている。今の学校を選んだ理由は、父親の知り合いにまことの悩みに理解を示す学校運営者がおり、相談したところ好きな性別で過ごせるよう協力すると声を掛けて貰えたため。学校にはまこと専用のロッカーがあり、そこで着替えを行っている。運動神経は抜群だが、お化けが苦手。一人称は普段は「僕」だが、女装している時は「私」。蒼井咲と出会った当初は告白を拒み友人として接するが、次第に異性として意識するようになる。可愛いものが好きなことは母には隠していたが、父や親友・大我竜二ら周囲の協力によって、打ちとける。
中学時代は、バスケットボール部に所属。中学1年の途中までは、竜二と仲が良かったが、次第に疎遠になっていく。中学2年以降は竜二とは別クラス。高校は父親の紹介で好きな制服を着られる高校を選び、元々の学力では届かなかったが必死に勉強し合格する。竜二とは進学先についてお互い知らないまま進学し、高校で再会する。
漫画好きで知られるJuice=Juiceの元メンバーの宮本佳林によると、「同性にも異性にも愛される」ような人物。
蒼井 咲（あおい さき）
声 - 関根明良
学年 - 1年生 / 誕生日 - 12月15日
まことと竜二の後輩。天真爛漫な性格で誰とでも仲良くなれるようでいて、実は両親と離れて育ったことにより孤独を抱えており、「特別」を探している。寿司が大好物。父親は海外で鯨の研究者をしておりほとんど家に居らず、母親は離婚しているため、祖母と二人で暮らす事が多い。赤点を取り再試験を受けたり、居残りでテストを受けるほど勉強が苦手。まことを女子だと思い告白したが、男子だと分かってもまことに好意を寄せている。
中学時代は、バレーボール部に所属。中学時代に祖父を亡くしている。
大我 竜二（たいが りゅうじ）
声 - 内田雄馬、阿部菜摘子（幼少期）
学年 - 2年生 / 誕生日 - 4月10日
通称「りゅーじ」。まことの幼稚園時代からの幼馴染で、親友。まことには「特別な感情」を持っている。咲からは「師匠」と呼ばれている。耳にピアスを開けている。妹の小夏がおり、まこととも顔見知り。見た目によらず成績は優秀であり咲に勉強を教えている。まことと咲の二人の良き理解者かつ兄のような存在。まことに近づいてきた咲を、からかっているだけなのでは、と当初は警戒していた。
中学1年の途中までは、まことと仲が良かったが、次第に自ら距離を置いていく。中学2年以降は竜二とは別クラス。中学時代は、剣道部に所属。まことと距離を置くため、また、知り合いのいない学校に行くために家から遠い高校を受験するも、そこで女装したまことと出会う。

### 高校関係者
早瀬 藍（はやせ あい）
声 - 加隈亜衣
2年生。入学初日にまことと友達になったが、まことが男であることが判明したのち疎遠となる。それ以来、周りのことを気にせず話しかけることができなかったことを後悔し、謝罪したいと思っていた。一方、まことは早瀬に嫌われていると思っていた。その後、修学旅行の自由行動で誤解が解け仲直りした。なお、まこととは3年間同じクラスであった。
羽川 楓（はねかわ かえで）
声 - 葵あずさ
2年生。まことのクラスメイト。誕生日は4月26日。創立記念パーティーをきっかけに、まことと友達になる。修学旅行では、早瀬と早乙女を接近させるべく、協力する。
早乙女 純（さおとめ じゅん）
声 - 梶原岳人
2年生。竜二のクラスメイト。ノリが良く、クラスのムードメーカーで、竜二と仲が良い。早瀬に一目惚れし、好意を抱く。修学旅行で、早瀬に接近できるようにまことに頼む。
遠藤 透（えんどう　とおる）
声 - 広瀬裕也
2年生。まことにバスケットボール部の助っ人になるように依頼する。
藤井 翔太
声 - 木村太飛
2年生。1年生の時にまことに告白するが、断られ、まことが男であることを知る。
谷知 佳奈子（やち かなこ）
声 - 和久野愛佳
1年生。咲のクラスメイト。通称「やっちゃん」。ボブスタイルがトレードマーク。中学時代も咲と同じ学校だった。
吉田 美代（よしだ みよ）
声 - 早瀬雪未
1年生。咲のクラスメイト。通称「みよちゃん」。ツインテールが特徴的。
小武 幸太郎
声 - 岡野友佑
1年生。咲に自転車を貸す。

### 家族
花岡 孝浩（はなおか　たかひろ）
声 - 四宮豪
まことの父。知り合いが高校を運営しており、まことのことを話したところ好きな性別で過ごせるように協力すると言われたため、まことにその高校に行ってみないかと打診する。他にも、まことが幸せになるために何ができるかを考えるなどまことに寄り添う場面が多い。
作者のぽむは「こういう父親であってほしいなっていう理想を詰め込んだ人」と語っている。
花岡 美香（はなおか　みか）
声 - 中原麻衣
まことの母。父の英一郎（まことの祖父）が自分の真似をして女装していたことがトラウマとなっており、まことには男の子らしく振舞ってほしいと思っていたが、まことの思いに触れ歩み寄り始める。まことが女装して高校に通っていることは知らされていなかった。
川崎 英一郎（かわさき えいいちろう）
声 - 田中正彦
まことの母方の祖父。まことと同じく可愛いものが好きで、一人で暮らしている。まことにはすでに死んでいると思われていたが、まことの父とだけ連絡を取っていた。

川崎 静香
声 - 中根久美子
美香の母。作中では既に亡くなっている。彼女の死後、美香と英一郎は関係を断ったことが示唆されている。
蒼井 雅子（あおい まさこ）
声 - さとうあい
咲の父方の祖母。咲と二人で暮らしている。咲が中学時代に夫を亡くしている。
蒼井 裕司（あおい ゆうじ）
声 - 村井雄治
咲の父。海外でクジラの研究をしている。
石川 千尋（いしかわ ちひろ）
声 - いしかわひとみ
咲の母。 離婚をきっかけに幼い咲の元を去った。
本郷 博（ほんごう ひろし）
声 - 宮田俊哉（Kis-My-Ft2）
咲の母・千尋の近所に住んでいる現在の恋人。咲に会いに行くのをためらう千尋の背中を押した。
大我 小夏（たいが こなつ）
声 - 前田佳織里
竜二の妹。まこととは小さい頃からよく遊んでいる。冷徹かつ洞察力に優れており、竜二のまことに対する「特別な感情」の存在に気付いている。
大我 未希
声 - 吉田麻実
竜二の母。竜二が同級生を殴った際に、同級生の母親に謝っている。また、中学時代に竜二が林間学校で遭難した際には迎えに行っている。
大我 隆一
声 - 前田雄
竜二の父。

### その他
ウィル
声 - 日高里菜
咲がハワイで出会った少年。咲の父・裕司の近所に住んでいる。
お隣さん
声 - 長谷川育美
まことの祖父・英一郎の隣の部屋に住んでいる。

## 受賞
2021年の第4回「アニメ化してほしいマンガランキング」では、同作が3位にランクインし、翌年の第5回では1位を獲得。2021年開催の「次にくるマンガ大賞2021」ではWebマンガ部門の3位にランクインしている。「LINEマンガ 2021上半期ランキング（女性編）」では第6位を、「LINEマンガ 2021年間ランキング（女性編）」では第3位を獲得した。2023年にLINEマンガのサービス10周年を記念して発表された「10周年スペシャルランキング」の連載編いいね数部門で第9位を獲得した。

## 制作背景
作者のぽむは「女の子を描くのが好き」で「男の子を描く」のが不得意であった。そこで最初は女の子同士恋愛の話にしようとしていたが、「女装男子にしたらよいのではないか」というアドバイスを貰い、「それなら楽しく描けそう」と考えたぽむは、男の娘を主人公として描くことにしたと話している。
本作では、「男の子だけど可愛いものが好き」というテーマが扱われている。ぽむによると、女装やメイクなどに対する「偏見を変えたい」といった気持ちではなく、「ひとりの人間がなにか問題を抱えた時に、どうやって解決していったらいい」のかという点を考えながら執筆されている。「暗いシーンの後には意図的に軽いシーンを入れ」たり、まことの服装について「露出や色など慎重に」選び、「読者にどこまで受け入れてもらえるか」を意識して描かれている。

## 書誌情報
- ぽむ『先輩はおとこのこ』 一迅社、全10巻
  1. 2021年11月25日発売[15][12]、ISBN 978-4-7580-2313-9
  2. 2022年4月25日発売[34]、ISBN 978-4-7580-2387-0
  3. 2022年7月25日発売[35]、ISBN 978-4-7580-2437-2
  4. 2022年11月25日発売[36]、ISBN 978-4-7580-2468-6
  5. 2023年3月29日発売[37]、ISBN 978-4-7580-2505-8
  6. 2023年7月25日発売[38]、ISBN 978-4-7580-2563-8
  7. 2023年11月24日発売[39]、ISBN 978-4-7580-2609-3
  8. 2024年4月1日発売[40]、ISBN 978-4-7580-2674-1
  9. 2024年7月25日発売[41]、ISBN 978-4-7580-2734-2
  10. 2024年10月25日発売[42]、ISBN 978-4-7580-2790-8

## テレビアニメ
2023年3月25日、テレビアニメ化が発表された。2024年7月から9月まで、フジテレビの深夜アニメ枠『ノイタミナ』ほかにて放送された。

### スタッフ
- 原作 - ぽむ[16]
- 監督 - 柳伸亮[16]
- シリーズ構成 - 冨田頼子[16]
- キャラクターデザイン - 新海翔斗[16]
- プロップデザイン - 北山景子[45]
- 美術監督 - 安田ゆかり[45]
- 美術設定 - 秋山健太郎[45]
- 色彩設計 - 鈴木ようこ[45]
- 3D監督 - 齋藤威志[45]
- 撮影監督 - 上條智也[45]
- 編集 - 新沼奈美[45]
- 音響監督 - 本山哲[45]
- 音響効果 - 山田香織
- 音響制作 - ビットグルーヴプロモーション[45]
- 音楽 - 橋本由香利[16]
- 音楽制作 - アニプレックス
- 音楽プロデューサー - 舩橋宗寛、甫足亮介、田村健吾
- チーフプロデューサー - 中山信宏
- プロデューサー - 青木遥、菅原花
- アニメーションプロデューサー - 糀谷智司
- アニメーション制作 - project No.9[16]
- 製作 - 「先輩はおとこのこ」製作委員会[16]（アニプレックス、フジテレビジョン、クランチロール、電通）

### 主題歌
「我がまま」
くじらによるオープニングテーマ。作詞・作曲・編曲はくじら。
「あれが恋だったのかな」
くじら feat. にしなによるエンディングテーマ。作詞・作曲はくじら、編曲はNaoki Itai。

### 各話リスト
| 話数   | サブタイトル           | 脚本     | 絵コンテ | 演出              | 作画監督 | 総作画監督                          | 初放送日      |
| ------ | ---------------------- | -------- | -------- | ----------------- | --- | ----------------------------------- | ------------- |
| 第1話  | 先輩はおとこのこ       | 冨田頼子 | 柳伸亮   | 宣子豪 合田圭祐   | 小川エリ 渡辺奏 正木優太 多田和春 大木賢一 ラプラスアニメーション 無錫極速蝸牛動画                                                      | 新海翔斗                            | 2024年 7月5日 |
| 第2話  | かわいいものめぐり     | 冨田頼子 | 石倉敬一 | 林映辰            | 松本美雪 阿見圭之介 陈娇娇 徐延文 ラプラスアニメーション NEW Animate studio 鄭州点線一幀文化伝媒有限公司 Finerossed studio 無錫月霊動画 | 新海翔斗 小川エリ 正木優太 猪爪多恵 | 7月12日       |
| 第3話  | さよならわたし         | 冨田頼子 | 宣子豪   | project No.9      | Lee Sang-min NEWANI Dogwood 拾月動画 ラプラスアニメーション                                                                             | 新海翔斗                            | 7月19日       |
| 第4話  | 気づいてしまった       | 冨田頼子 | 石倉敬一 | 合田圭祐          | 松本美雪 木村圭乃介 多田和春 王培非 陈娇娇 無錫月霊動画 ラプラスアニメーション                                                          | 新海翔斗 小川エリ 渡辺奏 正木優太   | 7月26日       |
| 第5話  | 特別                   | 冨田頼子 | 宣子豪   | 平山考成 粟井重紀 | 木村圭乃介 大木賢一 猪爪多恵 山下悟 王培非 陈娇娇 ラプラスアニメーション NEW Animate studio 拾月動画                                    | 新海翔斗 小川エリ 正木優太 森谷春樹 | 8月2日        |
| 第6話  | 決めなきゃいけないこと | 高木聖子 | 石倉敬一 | KIM SEONGBEOM     | JANG SANGMI KIM SEONGBEOM 廣瀬督 金成俊                                                                                                 | 新海翔斗 正木優太                   | 8月16日       |
| 第7話  | そーいうの             | 冨田頼子 | 宣子豪   | -                 | 袁琳 陈娇娇 徐延年 孟文文 劉紫茵 宋豪 Dogwood Triple A NEW Animate studio ラプラスアニメーション                                        | 新海翔斗 小川エリ 正木優太 森谷春樹 | 8月23日       |
| 第8話  | 傷ぐち                 | 高木聖子 | 林映辰   | 徐傅峰            | 松本美雪 多田和春 山下悟 張毅成 大國 田凱麗 袁琳 陈娇娇 徐延文 ラプラスアニメーション                                                   | 新海翔斗 王培非                     | 8月30日       |
| 第9話  | クリスマス             | 高木聖子 | 宣子豪   | 合田圭祐          | 木村圭乃介 多田和春 袁琳 陈娇娇 徐延年 ラプラスアニメーション STUDIO MASSKET 鄭州点線一幀文化伝媒 世唯动漫设计（天津）有限公司          | 新海翔斗 小川エリ 正木優太 猪爪多恵 | 9月6日        |
| 第10話 | ふたりの思い           | 冨田頼子 | 石倉敬一 | 前園文夫          | 松本美雪 安孝貞 閔賢叔 權勇相 北條直明 岩崎亮 鵜池一馬 松本幸子 陈娇娇 徐延文                                                           | 新海翔斗 小川エリ 正木優太          | 9月13日       |
| 第11話 | 元ともだち             | 高木聖子 | 石倉敬一 | 粟井重紀          | 大木賢一 山下悟 袁琳 陈娇娇 徐延文 ラプラスアニメーション                                                                               | 新海翔斗 小川エリ 正木優太          | 9月20日       |
| 第12話 | 本当のぼく             | 冨田頼子 | 宣子豪   | 佐久間みずき      | 木村圭乃介 山下悟 多田和春 松本美雪 袁琳 陈娇娇 徐延文 ラプラスアニメーション                                                           | 新海翔斗 小川エリ 正木優太          | 9月27日       |

### 放送局
| 放送期間 | 放送時間                     | 放送局             | 対象地域       | 備考                      |
| --- | ---------------------------- | ------------------ | -------------- | ------------------------- |
| 2024年7月5日 - 9月27日 | 金曜 0:55 - 1:25（木曜深夜） | フジテレビ         | 関東広域圏     | 製作参加                  |
| |                              | 岩手めんこいテレビ | 岩手県         |                           |
| |                              | さくらんぼテレビ   | 山形県         |                           |
| |                              | 福島テレビ         | 福島県         |                           |
| |                              | サガテレビ         | 佐賀県         |                           |
| | 金曜 1:05 - 1:35（木曜深夜） | テレビ愛媛         | 愛媛県         |                           |
| | 金曜 1:20 - 1:50（木曜深夜） | 秋田テレビ         | 秋田県         |                           |
| | 金曜 1:30 - 2:00（木曜深夜） | 仙台放送           | 宮城県         |                           |
| |                              | 長野放送           | 長野県         |                           |
| |                              | テレビ静岡         | 静岡県         |                           |
| |                              | 鹿児島テレビ       | 鹿児島県       |                           |
| | 金曜 1:45 - 2:15（木曜深夜） | テレビ熊本         | 熊本県         |                           |
| | 金曜 1:50 - 2:20（木曜深夜） | NST新潟総合テレビ  | 新潟県         |                           |
| | 金曜 1:55 - 2:25（木曜深夜） | 関西テレビ         | 近畿広域圏     |                           |
| |                              | テレビ西日本       | 福岡県         |                           |
| | 金曜 2:00 - 2:30（木曜深夜） | テレビ新広島       | 広島県         |                           |
| | 金曜 2:04 - 2:34（木曜深夜） | 東海テレビ         | 中京広域圏     |                           |
| 2024年7月11日 - 10月3日 | 木曜 0:25 - 0:55（水曜深夜） | 北海道文化放送     | 北海道         |                           |
| 2024年7月20日 - 10月5日 | 土曜 21:30 - 22:00           | AT-X               | 日本全域       | CS放送 / リピート放送あり |
| 2024年7月23日 - 10月8日 | 火曜 0:55 - 1:25（月曜深夜） | さんいん中央テレビ | 島根県・鳥取県 |                           |
| 2024年7月26日 - 10月25日 | 金曜 0:55 - 1:25（木曜深夜） | 高知さんさんテレビ | 高知県         |                           |
| 2024年9月13日 - 11月29日 | 金曜 1:25 - 1:55（木曜深夜） | 岡山放送           | 岡山県・香川県 |                           |
| 仙台放送を除くすべての放送局で字幕放送を実施。また、北海道文化放送・高知さんさんテレビ・AT-Xの3局以外では『ノイタミナ』枠で放送。 |                              |                    |                |                           |

| 配信開始日   | 配信時間                  | 配信サイト | 備考       |
| ------------ | ------------------------- | --- | ---------- |
| 2024年7月5日 | 金曜 1:25（木曜深夜）更新 | Netflix U-NEXT アニメ放題                                                                                         | 見放題配信 |
| 2024年7月8日 | 月曜 12:00 更新           | FOD dアニメストア （本店・ for Prime Video ） Amazon Prime Video Lemino ABEMA Hulu バンダイチャンネル DMM TV TVer |            |
| 2024年7月9日 | 火曜 0:00（月曜深夜）更新 | TELASA （見放題プラン） J:COM STREAM 見放題 milplus見放題パックプライム auスマートパスプレミアム                  |            |

### BD / DVD
| 巻 | 発売日         | 収録話          | 規格品番     | 規格品番     |
| 巻 | 発売日         | 収録話          | BD           | DVD          |
| -- | -------------- | --------------- | ------------ | ------------ |
| 1  | 2024年10月30日 | 第1話 - 第3話   | ANZX-16781/2 | ANZB-16781/2 |
| 2  | 2024年11月27日 | 第4話 - 第6話   | ANZX-16783/4 | ANZB-16783/4 |
| 3  | 2024年12月25日 | 第7話 - 第9話   | ANZX-16785/6 | ANZB-16785/6 |
| 4  | 2025年1月29日  | 第10話 - 第12話 | ANZX-16787/8 | ANZB-16787/8 |

| フジテレビ ノイタミナ           | フジテレビ ノイタミナ | フジテレビ ノイタミナ                  |
| 前番組                          | 番組名                | 次番組                                 |
| ------------------------------- | --------------------- | -------------------------------------- |
| うる星やつら（2022年版・第2期） | 先輩はおとこのこ      | るろうに剣心 -明治剣客浪漫譚- 京都動乱 |

## 劇場アニメ
2024年9月27日に、テレビアニメの続編となる劇場アニメの制作が発表され、『映画 先輩はおとこのこ あめのち晴れ』のタイトルで2025年2月14日に公開された。キャッチコピーは「つらいことも、楽しいことも、一緒なら。」。本郷博役として出演する宮田俊哉が宣伝大使を務める。

### スタッフ（劇場アニメ）
- 原作 - ぽむ（『先輩はおとこのこ』（「LINEマンガ」連載））[52]
- 監督 - 柳伸亮[52]
- シリーズ構成 - 冨田頼子[52]
- キャラクターデザイン - 新海翔斗[52]
- プロップデザイン - 北山景子[52]
- 美術監督 - 安田ゆかり[52]
- 美術設定 - 秋山健太郎[52]
- 色彩設計 - 鈴木ようこ[52]
- 撮影監督 - 上條智也[52]
- 編集 - 新沼奈美[52]
- 3D/CG - 齋藤威志[52]
- 音響監督 - 本山哲[52]
- 音響制作 - ビットグルーヴプロモーション[52]
- 音楽 - 橋本由香利[52]
- アニメーション制作 - project No.9[52]
- 配給 - アニプレックス[53]
- 製作 - 「先輩はおとこのこ」製作委員会

### 主題歌（劇場アニメ）
「大人になれない」
くじらによる主題歌。

### 特別番組
本作品の公開に先立ち、テレビアニメ第1話から第3話までの総集編『「先輩はおとこのこ」映画公開記念特別番組』が2024年12月29日より順次放送された。宣伝大使の宮田俊哉がナレーションを担当した。
| 放送日         | 放送時間                     | 放送局         | 対象地域   | 備考     |
| -------------- | ---------------------------- | -------------- | ---------- | -------- |
| 2024年12月29日 | 日曜 0:30 - 1:00（土曜深夜） | TOKYO MX       | 東京都     |          |
|                |                              | とちぎテレビ   | 栃木県     |          |
|                |                              | 群馬テレビ     | 群馬県     |          |
|                |                              | BS11           | 日本全域   | BS放送   |
|                | 日曜 2:05 - 2:35（土曜深夜） | 東海テレビ     | 中京広域圏 | [ 注 7 ] |
| 2025年1月6日   | 月曜 1:50 - 2:20（日曜深夜） | RKB毎日放送    | 福岡県     |          |
| 2025年1月9日   | 木曜 0:25 - 0:55（水曜深夜） | 北海道文化放送 | 北海道     |          |